# Sotteville-lès-Rouen
Sotteville-lès-Rouen è un comune francese di 29 977 abitanti situato nel dipartimento della Senna Marittima nella regione della Normandia.

## Società

### Evoluzione demografica
Abitanti censiti